# The Andrews Sisters
The Andrews Sisters var en amerikansk «close harmony» sanggruppe bestående af søstrene LaVerne Andrews (contralto; født 6. juli 1911, død 8. maj 1967), Maxene Anglyn Andrews (high harmony; født 3. januar 1916, død 21. oktober 1995) og Patty (Patti) Andrews (hovedstemme; født 16. februar 1918, død 30. januar 2013). Alle blev født i Minnesota. Faderen var indvandrer fra Grækenland og moderen var norsk-amerikaner.
De startede deres karriere som imitatorer af en anden fremgangsrig sanggruppe, The Boswell Sisters. Efter at have sunget med forskellige dansebands og rejst rundt på turné, fik de deres nationale gennembrud med deres pladeudgivelser og radiooptrædender i 1937. Deres musik underholdt de allierede styrker under anden verdenskrig. De solgte «war bonds», optrådte i flere film (blandt andet nogle Abbott og Costello-film) og optrådte for soldater, som tjenestegjorde udenlands. Deres første film med Abbott og Costello, førkrigskomedien Buck Privates, introducerede deres bedst kendte pladeindspilling, Boogie Woogie Bugle Boy.
De indspillede også mange sange med Bing Crosby, blandt andet mange af hans juleslagere, som Jingle Bells. Det blev opdaget efter krigen at deres musik også var blevet smuglet ind i Tyskland (kamufleret med nye etiketter som f.eks. «Hitlers yndlingsmarcher»).
Efter et kort ophold efter krigen fortsatte søstene, og optrådte i klubber i USA og Europa. De stoppede som gruppe i 1953, hvor Patty valgte at fortsætte solo. Deres sidste optræden sammen var i 1966 på The Dean Martin Show.

## Hits
| År   | Single                                                                     | Listepladsering      | Listepladsering | Listepladsering |
| År   | Single                                                                     | US Billboard Hot 100 | US R&B          | US Country      |
| ---- | -------------------------------------------------------------------------- | -------------------- | --------------- | --------------- |
| 1938 | "Bei Mir Bistu Schein (Bei Mir Bist Du Schoen)"                            | 1                    | -               | -               |
| 1938 | "Nice Work If You Can Get It"                                              | 12                   | -               | -               |
| 1938 | "Joseph, Joseph"                                                           | 18                   | -               | -               |
| 1938 | "Ti-Pi-Tin"                                                                | 12                   | -               | -               |
| 1938 | "Shortenin' Bread"                                                         | 16                   | -               | -               |
| 1938 | "Says My Heart"                                                            | 10                   | -               | -               |
| 1938 | "Tu-li-Tulip Time"                                                         | 9                    | -               | -               |
| 1938 | "Sha-Sha"                                                                  | 17                   | -               | -               |
| 1938 | "Lullaby To a Jitterbug"                                                   | 10                   | -               | -               |
| 1939 | "Pross-Tchai (Goodbye)"                                                    | 15                   | -               | -               |
| 1939 | "Hold Tight, Hold Tight"                                                   | 2                    | -               | -               |
| 1939 | "You Don't Know How Much You Can Suffer"                                   | 14                   | -               | -               |
| 1939 | "Beer Barrel Polka (Roll Out the Barrel)"                                  | 4                    | -               | -               |
| 1939 | "Well All Right (Tonight's the Night)"                                     | 5                    | -               | -               |
| 1939 | "Ciribiribin (They're So In Love)"(with Bing Crosby)                       | 13                   | -               | -               |
| 1939 | "Yodelin' Jive"(with Bing Crosby)                                          | 4                    | -               | -               |
| 1939 | "Chico's Love Song"                                                        | 11                   | -               | -               |
| 1940 | "Say Si Si (Para Vigo Me Voy)"                                             | 4                    | -               | -               |
| 1940 | "Reginella Campagnola (The Woodpecker Song)"                               | 6                    | -               | -               |
| 1940 | "Down By the O-Hi-O"                                                       | 21                   | -               | -               |
| 1940 | "Rhumboogie"                                                               | 11                   | -               | -               |
| 1940 | "Ferryboat Serenade"                                                       | 1                    | -               | -               |
| 1940 | "Hit the Road"                                                             | 27                   | -               | -               |
| 1940 | "Beat Me Daddy, Eight to the Bar"                                          | 2                    | -               | -               |
| 1941 | "Scrub Me, Mama, With a Boogie Beat"                                       | 10                   | -               | -               |
| 1941 | "Boogie Woogie Bugle Boy"                                                  | 6                    | -               | -               |
| 1941 | "I Yi, Yi, Yi, Yi (I Like You Very Much)"                                  | 11                   | -               | -               |
| 1941 | "(I'll Be With You) In Apple Blossom Time"                                 | 5                    | -               | -               |
| 1941 | "Aurora"                                                                   | 10                   | -               | -               |
| 1941 | "Sonny Boy"                                                                | 22                   | -               | -               |
| 1941 | "The Nickel Serenade"                                                      | 22                   | -               | -               |
| 1941 | "Sleepy Serenade"                                                          | 22                   | -               | -               |
| 1941 | "I Wish I Had a Dime (For Every Time I Missed You)"                        | 20                   | -               | -               |
| 1941 | "Jealous"                                                                  | 12                   | -               | -               |
| 1942 | "The Shrine of St. Cecilia"                                                | 3                    | -               | -               |
| 1942 | "I'll Pray For You"                                                        | 22                   | -               | -               |
| 1942 | "Three Little Sisters"                                                     | 8                    | -               | -               |
| 1942 | "Don't Sit Under the Apple Tree (With Anyone Else but Me)"                 | 16                   | -               | -               |
| 1942 | "Pennsylvania Polka"                                                       | 17                   | -               | -               |
| 1942 | "That's the Moon, My Son"                                                  | 18                   | -               | -               |
| 1942 | "Mister Five By Five"                                                      | 14                   | -               | -               |
| 1942 | "Strip Polka"                                                              | 6                    | -               | -               |
| 1942 | "Here Comes the Navy"                                                      | 17                   | -               | -               |
| 1943 | "East of the Rockies"                                                      | 18                   | -               | -               |
| 1943 | "Pistol Packin' Mama"(with Bing Crosby)                                    | 2                    | 3               | 1               |
| 1943 | "Victory Polka"(with Bing Crosby)                                          | 5                    | -               | -               |
| 1943 | "Jingle Bells"(with Bing Crosby)                                           | 19                   | -               | -               |
| 1943 | "Shoo-Shoo Baby"                                                           | 1                    | -               | -               |
| 1944 | "Down In the Valley"                                                       | 20                   | -               | -               |
| 1944 | "Straighten Up and Fly Right"                                              | 8                    | -               | -               |
| 1944 | "Tico-Tico no Fubá (Tico Tico)"                                            | 24                   | -               | -               |
| 1944 | "Sing a Tropical Song"                                                     | 24                   | -               | -               |
| 1944 | "Is You Is Or Is You Ain't My Baby"(with Bing Crosby)                      | 2                    | -               | -               |
| 1944 | "A Hot Time In the Town of Berlin"(with Bing Crosby)                       | 1                    | -               | -               |
| 1944 | "Don't Fence Me In"(with Bing Crosby)                                      | 1                    | 9               | -               |
| 1945 | "Rum and Coca Cola"                                                        | 1                    | 3               | -               |
| 1945 | "Accentuate the Positive"(with Bing Crosby)                                | 2                    | -               | -               |
| 1945 | "The Three Caballeros"(with Bing Crosby)                                   | 8                    | -               | -               |
| 1945 | "One Meat Ball"                                                            | 15                   | -               | -               |
| 1945 | "Corns For My Country"                                                     | 21                   | -               | -               |
| 1945 | "Along the Navajo Trail"(with Bing Crosby)                                 | 2                    | -               | -               |
| 1945 | "The Blond Sailor"                                                         | 8                    | -               | -               |
| 1946 | "Money Is the Root of All Evil"                                            | 9                    | -               | -               |
| 1946 | "Patience and Fortitude"                                                   | 12                   | -               | -               |
| 1946 | "Coax Me a Little Bit"                                                     | 24                   | -               | -               |
| 1946 | "South America, Take It Away"(with Bing Crosby)                            | 2                    | -               | -               |
| 1946 | "Get Your Kicks On Route 66"(with Bing Crosby)                             | 14                   | -               | -               |
| 1946 | "I Don't Know Why"                                                         | 17                   | -               | -               |
| 1946 | "The House of Blue Lights"                                                 | 15                   | -               | -               |
| 1946 | "Rumors Are Flying"(with Les Paul)                                         | 4                    | -               | -               |
| 1946 | "Winter Wonderland"(with Guy Lombardo)                                     | 22                   | -               | -               |
| 1946 | "Christmas Island"(with Guy Lombardo)                                      | 7                    | -               | -               |
| 1947 | "Tallahassee"(with Bing Crosby)                                            | 10                   | -               | -               |
| 1947 | "There's No Business Like Show Business"(with Bing Crosby and Dick Haymes) | 25                   | -               | -               |
| 1947 | "On the Avenue"                                                            | 21                   | -               | -               |
| 1947 | "Near You"                                                                 | 2                    | -               | -               |
| 1947 | "The Lady From 29 Palms"                                                   | 7                    | -               | -               |
| 1947 | "The Freedom Train"(with Bing Crosby)                                      | 21                   | -               | -               |
| 1947 | "Civilization (Bongo, Bongo, Bongo)"(with Danny Kaye)                      | 3                    | -               | -               |
| 1947 | "Jingle Bells"(with Bing Crosby)(re-entry)                                 | 21                   | -               | -               |
| 1947 | "Santa Claus Is Comin' To Town"(with Bing Crosby)                          | 22                   | -               | -               |
| 1947 | "Christmas Island"(with Guy Lombardo)(re-entry)                            | 20                   | -               | -               |
| 1947 | "Your Red Wagon"                                                           | 24                   | -               | -               |
| 1947 | "How Lucky You Are"                                                        | 22                   | -               | -               |
| 1948 | "You Don't Have To Know the Language"(with Bing Crosby)                    | 21                   | -               | -               |
| 1948 | "Teresa"(with Dick Haymes)                                                 | 21                   | -               | -               |
| 1948 | "Toolie Oolie Doolie (The Yodel Polka)"                                    | 3                    | -               | -               |
| 1948 | "I Hate To Lose You"                                                       | 14                   | -               | -               |
| 1948 | "Heartbreaker"                                                             | 21                   | -               | -               |
| 1948 | "Sabre Dance"                                                              | 20                   | -               | -               |
| 1948 | "Woody Woodpecker"(with Danny Kaye)                                        | 18                   | -               | -               |
| 1948 | "Blue Tail Fly"(with Burl Ives)                                            | 24                   | -               | -               |
| 1948 | "Underneath the Arches"                                                    | 5                    | -               | -               |
| 1948 | "You Call Everybody Darlin'"                                               | 8                    | -               | -               |
| 1948 | "Cuanto La Gusta"(with Carmen Miranda)                                     | 12                   | -               | -               |
| 1948 | "160 Acres"(with Bing Crosby)                                              | 23                   | -               | -               |
| 1948 | "Bella Bella Marie"                                                        | 23                   | -               | -               |
| 1949 | "Christmas Island"(with Guy Lombardo)(re-entry)                            | 26                   | -               | -               |
| 1949 | "The Pussy Cat Song (Nyow! Nyot! Nyow!)"(Patty Andrews w/Bob Crosby)       | 12                   | -               | -               |
| 1949 | "More Beer!"                                                               | 30                   | -               | -               |
| 1949 | "I'm Bitin' My Fingernails and Thinking of You"(with Ernest Tubb)          | 30                   | -               | 2               |
| 1949 | "Don't Rob Another Man's Castle"(with Ernest Tubb)                         | -                    | -               | 6               |
| 1949 | "I Can Dream, Can't I?"                                                    | 1                    | -               | -               |
| 1949 | "The Wedding of Lili Marlene"                                              | 20                   | -               | -               |
| 1949 | "She Wore a Yellow Ribbon"(with Russ Morgan)                               | 22                   | -               | -               |
| 1949 | "Charley, My Boy"(with Russ Morgan)                                        | 15                   | -               | -               |
| 1950 | "Merry Christmas Polka"(with Guy Lombardo)                                 | 18                   | -               | -               |
| 1950 | "Have I Told You Lately that I Love You"(with Bing Crosby)                 | 24                   | -               | -               |
| 1950 | "Quicksilver"(with Bing Crosby)                                            | 6                    | -               | -               |
| 1950 | "The Wedding Samba"(with Carmen Miranda)                                   | 23                   | -               | -               |
| 1950 | "I Wanna Be Loved"                                                         | 1                    | -               | -               |
| 1950 | "Can't We Talk It Over"                                                    | 22                   | -               | -               |
| 1950 | "A Bushel and a Peck"                                                      | 22                   | -               | -               |
| 1951 | "A Penny a Kiss, a Penny a Hug"                                            | 17                   | -               | -               |
| 1951 | "Sparrow In the Tree Top"(with Bing Crosby)                                | 8                    | -               | -               |
| 1951 | "Too Young"(Patty Andrews)                                                 | 19                   | -               | -               |
| 1955 | "Suddenly There's a Valley"(Patty Andrews)                                 | 69                   | -               | -               |

Mange af disse hits var naturligt nok også store hits i Danmark, og en del blev oversat til dansk, som det ofte skete dengang.

## Eksterne links
- Andrews Sisters on BigBands.net
- Vocal Group Hall of Fame page on the Andrews Sisters
- Clip of the Andrews Sisters performing 'Six Jerks In A Jeep' from Private Buckaroo. Free download. Windows and Real Media formats (Public Domain)
- Free Mp3 download of Andrews Sisters songs